# Laran (divinità)

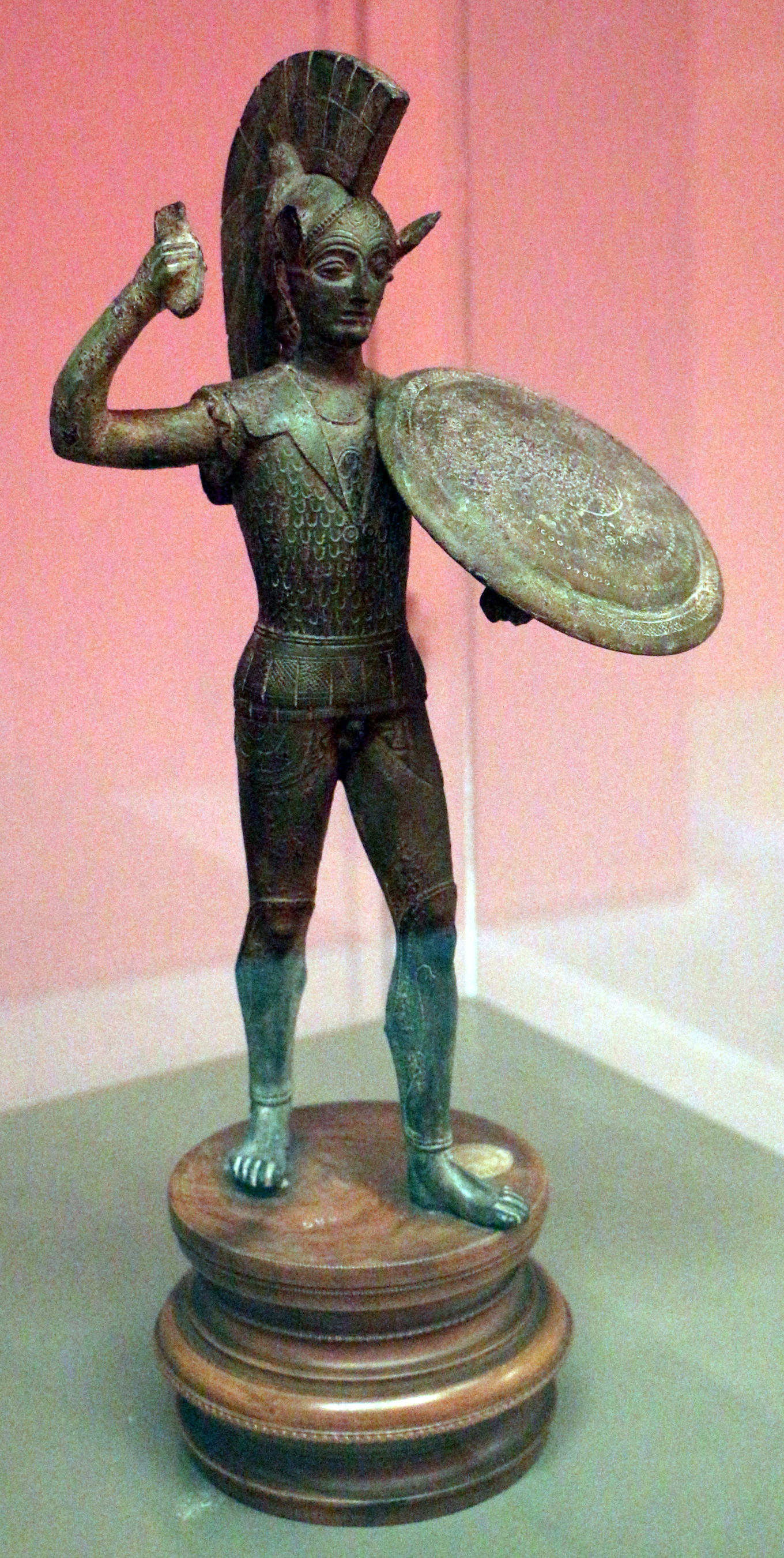
Bronzetto etrusco raffigurante Laran in posizione di attacco, 500-450 a.C. circa, Museo archeologico nazionale di Firenze

Laran è una divinità della mitologia etrusca, assimilabile al dio della guerra romano Marte o al greco Ares.
La sposa di Laran era Turan (poi assimilata nella mitologia romana a Venere).
Dalla Tabula Capuana sappiamo che la festa di Laran era celebrata durante le Idi di Maggio.